# Gymnastiek op de Olympische Zomerspelen 2012 – trampoline vrouwen
Het trampoline springen voor de vrouwen op de Olympische Zomerspelen 2012 in Londen vond plaats op 4 augustus (kwalificatie en finale). De Canadese Rosannagh MacLennan won het onderdeel voor de Chinese Huang Shanshan die het zilver pakte en de Chinese He Wenna die het brons won.

## Format
Alle deelnemers moesten twee kwalificatie-oefeningen springen. De scores van beide oefeningen werden bij elkaar opgeteld en de beste acht deelnemers gingen door naar de finale. Echter mochten er maximaal twee deelnemers per land in de finale komen. De scores van de kwalificatie werden bij de finale gewist, en alleen de scores die in de finale gehaald werden, telden. In de finale mochten de acht springers maar een oefening springen.

## Uitslag

### Finale
- D-Score; de moeilijkheidsgraad van de oefening
- E-Score; de uitvoeringsscore van de oefening
- Vlucht; de score voor de vlucht
- Straf; straffen die zijn gegeven door de jury
- Totaal; D-Score + E-Score + Vlucht - Straf geeft de totaalscore

| Rang   | Naam                | Land | D-Score | E-Score | Vlucht | Straf | Totaal |
| ------ | ------------------- | ---- | ------- | ------- | ------ | ----- | ------ |
| Goud   | Rosannagh MacLennan | CAN  | 15.400  | 25.600  | 16.305 |       | 57.305 |
| Zilver | Huang Shanshan      | CHN  | 15.000  | 25.400  | 16.330 |       | 56.730 |
| Brons  | He Wenna            | CHN  | 14.800  | 24.800  | 16.350 |       | 55.950 |
| 4      | Karen Cockburn      | CAN  | 14.800  | 25.000  | 16.060 |       | 55.860 |
| 5      | Tatsiana Piatrenia  | BLR  | 14.400  | 25.200  | 16.070 |       | 55.670 |
| 6      | Savannah Vinsant    | USA  | 14.500  | 24.400  | 16.065 |       | 54.965 |
| 7      | Luba Golovina       | GEO  | 14.400  | 23.100  | 15.425 |       | 52.925 |
| 8      | Victoria Voronina   | RUS  | 6.100   | 9.200   | 6.615  |       | 21.915 |